# Kimbo Slice
Kimbo Slice, właśc. Kevin Ferguson (ur. 8 lutego 1974 w Nassau, zm. 6 czerwca 2016 w Fort Lauderdale) – amerykański bokser i zawodnik mieszanych sztuk walki (MMA) pochodzenia bahamskiego.

## Wcześniejsza działalność
Przed rozpoczęciem kariery w sportach walki był ochroniarzem w jednym z klubów nocnych w Miami, a także kierowcą i pracownikiem ochrony w RK Netmedia – przedsiębiorstwie przemysłu pornograficznego.
Sławę przyniosły mu walki uliczne z jego udziałem, które od 2003 roku zaczęły pojawiać się w internecie, w tym na popularnym serwisie YouTube. Amerykańskie media ochrzciły go mianem Króla Internetowych Walk (ang. "The King of Web Brawlers") oraz "legendy YouTube".

## Kariera sportowa

### Mieszane sztuki walki
W 2007 roku nawiązał współpracę z cenionym trenerem sportów walki Basem Ruttenem i w czerwcu zadebiutował w zawodach MMA. W pokazowej walce na gali Cage Fury Fighting Championships 5 pokonał w czasie 1 minuty i 11 sekund przez duszenie gilotynowe Raya Mercera – byłego mistrza świata WBO i mistrza olimpijskiego w boksie w wadze ciężkiej. Dzięki temu sukcesowi i zdobytej popularności, w październiku 2007 roku podpisał profesjonalny kontrakt z organizacją Elite Xtreme Combat. W swojej pierwszej oficjalnej walce MMA pokonał Bo Cantrella w ciągu 19 sekund przez poddanie na skutek ciosów pięściami.
W 2008 roku stoczył trzy kolejne walki. Dwie wygrał przed czasem: z byłą gwiazdą UFC Davidem "Tankiem" Abbottem oraz z Anglikiem Jamesem Thompsonem. Tę drugą, rozegraną na gali EliteXC: Primetime, obejrzało na żywo za pośrednictwem telewizji CBS około 6,5 mln widzów, co było rekordową liczbą dla zawodów MMA w Ameryce Północnej.
Swojej pierwszej porażki w profesjonalnej karierze Slice doznał w październiku przeciwko Sethowi Petruzelliemu na gali EliteXC:Shock. Petruzelli zastąpił na godzinę przed rozpoczęciem walki kontuzjowanego Kena Shamrocka. Slice niespodziewanie przegrał w 14. sekundzie przez techniczny nokaut. 10 dni po tej walce Elite XC ogłosiła zakończenie swojej działalności, a Slice stał się wolnym agentem.
W czerwcu 2009 roku ogłoszono, że będzie on jedną z gwiazd współprodukowanego przez UFC i Spike TV show The Ultimate Fighter, którego zwycięzca otrzyma trzyletni kontrakt z UFC – największą organizacją MMA na świecie. W swojej pierwszej walce Slice przegrał z byłym mistrzem IFL, Royem Nelsonem i odpadł z programu. Według wstępnych szacunków pojedynek ten przyciągnął przed telewizory rekordową dla zawodów UFC liczbę 6,1 mln widzów.
Mimo porażki z Nelsonem Slice otrzymał szansę występów w UFC. Zadebiutował w grudniu 2009 roku, pokonując przez decyzję Houstona Alexandra. W swojej drugiej walce (maj 2010) przegrał jednak po jednostronnej walce przez TKO z byłym graczem NFL, Mattem Mitrione, mającym za sobą tylko jedną profesjonalną walkę w karierze. Wskutek tego Slice został usunięty z organizacji. Po pięcioletniej przerwie wrócił do walk MMA podpisując kontrakt z Bellator MMA na walkę z Kenem Shamrockiem. Slice wygrał pojedynek przez TKO w 1. rundzie. Zmarł 6 czerwca 2016. 

#### Lista walk w MMA
5 zwycięstw – 2 porażki – 0 remisów – 1 nieodbyta
| Wynik     | Bilans  | Przeciwnik        | Rozstrzygnięcie                                    | Runda | Czas | Rozgrywki                 | Data       | Miejsce        |
| --------- | ------- | ----------------- | -------------------------------------------------- | ----- | ---- | ------------------------- | ---------- | -------------- |
| Nieodbyta | 5-2 (1) | Dhafir Harris     | No contest (zmiana werdyktu przez komisję sportową | 3     | 1:32 | Bellator 149              | 19.02.2016 | Houston        |
| Wygrana   | 5-2     | Ken Shamrock      | TKO (ciosy pięściami)                              | 1     | 2:22 | Bellator 138              | 19.06.2015 | Saint Louis    |
| Przegrana | 4-2     | Matt Mitrione     | TKO (ciosy pięściami)                              | 2     | 4:24 | UFC 113                   | 08.05.2010 | Montreal       |
| Wygrana   | 4-1     | Houston Alexander | Decyzja (jednogłośna)                              | 3     | 5:00 | UFC: TUF 10 Finale        | 05.12.2009 | Las Vegas      |
| Przegrana | 3-1     | Seth Petruzelli   | TKO (ciosy pięściami)                              | 1     | 0:14 | EliteXC: Heat             | 04.10.2008 | Sunrise        |
| Wygrana   | 3-0     | James Thompson    | TKO (ciosy pięściami)                              | 3     | 0:38 | EliteXC: Primetime        | 31.05.2008 | Newark         |
| Wygrana   | 2-0     | David Abbott      | KO (ciosy pięściami)                               | 1     | 0:43 | EliteXC: Street Certified | 16.02.2008 | Miami          |
| Wygrana   | 1-0     | Bo Cantrell       | Poddanie (ciosy pięściami)                         | 1     | 0:19 | EliteXC: Renegade         | 10.11.2007 | Corpus Christi |

#### Lista walk amatorskich w MMA
1 zwycięstwo – 1 porażka – 0 remisów
| Wynik     | Bilans | Przeciwnik | Rozstrzygnięcie                | Runda | Czas | Rozgrywki                          | Data       | Miejsce       |
| --------- | ------ | ---------- | ------------------------------ | ----- | ---- | ---------------------------------- | ---------- | ------------- |
| Przegrana | 1-1    | Roy Nelson | TKO (ciosy pięściami)          | 2     | 2:01 | The Ultimate Fighter 10            | 10.06.2009 | Las Vegas     |
| Wygrana   | 1-0    | Ray Mercer | Poddanie (duszenie gilotynowe) | 1     | 1:12 | Cage Fury Fighting Championships 5 | 23.06.2007 | Atlantic City |

### Boks
W sierpniu 2011 roku zadebiutował w zawodowym boksie, w kilkanaście sekund nokautując swojego rywala ciosem podbródkowym.

#### Lista walk w boksie zawodowym
7 zwycięstw - 0 porażek - 0 remisów
| Wynik   | Bilans | Przeciwnik       | Rozstrzygnięcie  | Data       | Miejsce      |
| ------- | ------ | ---------------- | ---------------- | ---------- | ------------ |
| Wygrana | 7-0    | Shane Tilyard    | KO w 2. rundzie  | 30.01.2013 | Sydney       |
| Wygrana | 6-0    | Howard Jones     | KO w 1. rundzie  | 06.10.2012 | Miami        |
| Wygrana | 5-0    | Jesse Porter     | KO w 1. rundzie  | 12.05.2012 | Concho       |
| Wygrana | 4-0    | Brian Green      | KO w 4. rundzie  | 24.03.2012 | Springfield  |
| Wygrana | 3-0    | Charles Hackmann | UD po 4. rundach | 30.12.2011 | Miami        |
| Wygrana | 2-0    | Tay Bledsoe      | KO w 1. rundzie  | 15.10.2011 | Grand Island |
| Wygrana | 1-0    | James Wade       | KO w 1. rundzie  | 13.08.2011 | Miami        |